# Nyctophilus shirleyae
Nyctophilus shirleyae és una espècie de ratpenat de la família dels vespertiliònids. Viu a Papua Nova Guinea. El seu hàbitat natural és desconegut. No hi ha cap amenaça significativa per a la supervivència d'aquesta espècie.